# ثقافة المملكة المتحدة

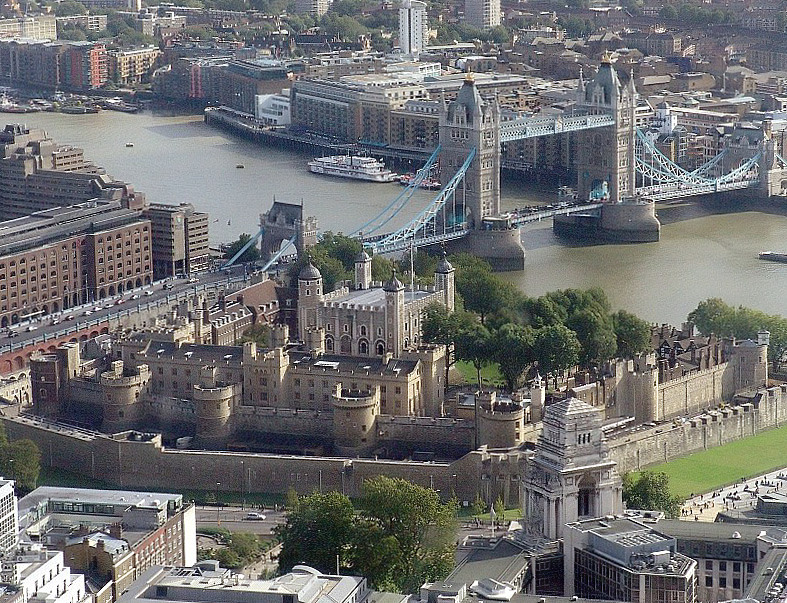

تتأثر الثقافة البريطانية بتاريخ الأمم الموحدة، وتاريخ الحياة الدينية المسيحية، وتفاعلها مع ثقافات أوروبا، وتقاليد إنجلترا، وويلز وإسكتلندا، وتأثير الإمبراطورية البريطانية. على الرغم من أن الثقافة البريطانية هي كيان قائم بذاته، إلا أن الثقافات الفردية لإنجلترا، وإسكتلندا، وويلز، وأيرلندا الشمالية متنوعة ولها درجات متفاوتة من التداخل والتمايز.
يحظى الأدب البريطاني بتقدير خاص. اختُرعت الرواية في بريطانيا، ومن أبرز الشخصيات الثقافية فيها الكتّاب، والمسرحيون، والشعراء، والمؤلفون. كان لبريطانيا أيضًا مساهمات بارزة في الموسيقى، والسينما، والفن، والعمارة، والتلفزيون. تعد المملكة المتحدة موطنًا لكنيسة إنجلترا، وكنيسة الدولة، والكنيسة الأم، والكنيسة الأنجليكانية، ثالث أكبر طائفة مسيحية. تحتوي بريطانيا على بعض أقدم جامعات العالم، وقدمت مساهمات عديدة في الفلسفة، والعلوم والتكنولوجيا، وهي مسقط رأس للعديد من العلماء والاختراعات. بدأت الثورة الصناعية في المملكة المتحدة، وكان لها تأثير عميق على اقتصاد الأسرة الاجتماعي، والظروف الثقافية في العالم. ونتيجة لأهمية الإمبراطورية البريطانية يمكن ملاحظة التأثير البريطاني في اللغة، والقانون، والثقافة، والمؤسسات في مستعمراتها السابقة، ومعظمها من أعضاء دول الكومنولث. تشكل مجموعة فرعية من هذه الدول الأنجلوسفير، وهي من أقرب الحلفاء لبريطانيا. أثرت المستعمرات والسيادات البريطانية على الثقافة البريطانية وعلى وجه الخصوص المطبخ البريطاني. تعد الرياضة جزء مهم من الثقافة البريطانية، ونشأت العديد من الرياضات في البلاد بما في ذلك كرة القدم.
وُصفت المملكة المتحدة باعتبارها «قوة عظمى ثقافية»، ووُصفت لندن بأنها العاصمة الثقافية في العالم. أظهر استطلاع الرأي العالمي لهيئة الإذاعة البريطانية أن المملكة المتحدة احتلت المرتبة الثالثة من حيث المشاهدة الإيجابية في العالم (بعد ألمانيا وكندا) في عامي 2013 و2014.

## اللغة
استُخدمت اللغة الإنجليزية لأول مرة في إنجلترا في العصور الوسطى المبكرة، وهي اللغة الرسمية الفعلية للمملكة المتحدة، ويتكلم بها باعتبار اللغة الأساسية من قبل ما يقدر بنحو 95 % من سكان المملكة المتحدة. يُعترف بسبع لغات أخرى من قبل حكومة المملكة المتحدة بموجب الميثاق الأوروبي للغات الإقليمية أو لغات الأقليات – وهي الويلزية، والغيلية الإسكتلندية، والإسكتلندية، والكورنية، والأيرلندية، والأولسترية الإسكتلندية، ولغة الإشارة البريطانية.
في ويلز، يُدرس جميع الطلاب في المدارس الحكومية بنظام الواسطة الويلزية، أو تُدرس كلغة إضافية حتى سن 16 عامًا، وينص قانون اللغة الويلزية لعام 1993 وقانون حكومة ويلز لعام 1998 على أن اللغتين الويلزية والإنجليزية يجب أن يُعاملا على قدم المساواة في القطاع العام، بقدر ما هو معقول وعملي. يتمتع الأيرلنديون والأولسترية الإسكتلندية بالاستخدام المحدود إلى جانب اللغة الإنجليزية في أيرلندا الشمالية، وخاصة في الترجمات العامة المكلفة. اعترف قانون اللغة الغيلية (إسكتلندا)، الذي أقره البرلمان الإسكتلندي في عام 2005، اللغة الغيلية كلغة رسمية في إسكتلندا وتطلب إنشاء خطة وطنية للغة الغيلية لتوفير التوجيه الاستراتيجي لتطوير اللغة الغيلية. اللغة الكورنية هي لغة أعيد إحياؤها وانقرضت كلغة أولى في كورنوال في أواخر القرن الثامن عشر.

### اللهجات الإقليمية
تختلف اللهجات واللكنات الإقليمية بين الدول الأربعة في المملكة المتحدة، وحتى داخل البلدان نفسها. هذا جزئيًا نتيجة للتاريخ الطويل للهجرة إلى المملكة المتحدة، على سبيل المثال، تحتوي اللهجات الإنجليزية الشمالية على العديد من الكلمات ذات الجذور الإسكندنافية القديمة. الإنجليزية الإسكتلندية، والإنجليزية الويلزية، والإنجليزية الأيرلندية هي أنواع مختلفة من الإنجليزية تتميز عن الإنجليزية المحكية في إنكلترا واللغات الأصلية لتلك البلدان. النطق المأخوذ به هو اللهجة الإنجليزية القياسية في إنجلترا وويلز، بينما في إسكتلندا اللغة الإنجليزية القياسية الإسكتلندية هي لهجة مميزة. على الرغم من أن هذه اللهجات تتمتع بمكانة اجتماعية عالية، إلا أنه منذ ستينيات القرن العشرين، ترسخ قدر أكبر من التساهل تجاه الأنواع الإنجليزية الإقليمية في التعليم.
غالبًا ما يُلاحظ التنوع الكبير في اللهجات البريطانية، حيث تتميز المناطق المجاورة بلهجات ولكنات مميزة للغاية، على سبيل المثال، هناك اختلافات كبيرة بين سكوس ومانكونيان على الرغم من أن ليفربول ومانشستر لا يفصل بينهما سوى 35 ميلًا (56 كم). غالبًا ما يتواجد التنوع الكبير في اللهجات في الأدب، على سبيل المثال رواية إميلي برونتي مرتفعات ويذرينغ مكتوبة بلهجة يوركشاير.